# USS Guam (CB-2)
USS Guam (CB-2) – amerykański wielki krążownik typu Alaska, który służył w US Navy pod koniec II wojny światowej. Był drugą i jednocześnie ostatnią ukończoną jednostką swojego typu.
„Guam” był drugim okrętem United States Navy noszącym nazwę pochodzącą od wyspy Guam, amerykańskiego terytorium na Pacyfiku.
Krążownik został zwodowany 12 listopada 1943 w stoczni New York Shipbuilding Corporation, Camden, matką chrzestną była żona komandora McMillana, byłego gubernatora Guam. Wszedł do służby 17 września 1944. Pierwszym dowódcą został komandor Leland P. Lovette.
Po rejsie odbiorczym w pobliżu Trynidadu „Guam” opuścił Filadelfię 17 stycznia 1945 i dołączył do Floty Pacyfiku w Pearl Harbor 8 lutego przechodząc po drodze przez Kanał Panamski. Krótko potem krążownik został zwizytowany przez Sekretarza Marynarki Forrestala. Po opuszczeniu Hawajów 3 marca okręt popłynął do Ulithi, gdzie dotarł 13 marca i dołączył tam do swojego siostrzanego krążownika „Alaska” i innych okrętów TF 58 dowodzonego przez admirała Marca Mitschera.
Następnego dnia okręt wypłynął z portu i wraz z TG 58.4 dowodzonym przez kontradmirała Arthura W. Radforda i udał w pobliże Kiushu i Sikoku, gdzie dotarła rankiem 18 marca. W skład zespołu wchodziły lotniskowce „Yorktown”, „Intrepid”, „Independence” i „Langley”, pancerniki „Missouri” i „Wisconsin”, krążowniki „Alaska”, „St. Louis”, „San Diego”, „Flint” i 15 niszczycieli eskorty. Wkrótce „Guam” po raz pierwszy wziął udział w walce, ponieważ flota została zaatakowana przez samoloty kamikaze. Podczas pierwszego starcia lotniskowce „Enterprise” i „Intrepid” wchodzące w skład formacji, do której należał „Guam”, zostały uszkodzone. Zestrzelono 4 samoloty przeciwnika; w tym jeden zniszczony przez artylerię krążownika. Następnego popołudnia „Guam” został przydzielony do eskortowania uszkodzonego lotniskowca „Franklin” udającego się poza strefę walk. To zadanie trwało do 22 marca.
Po uzupełnieniu zapasów krążownik wrócił do TG 58.4 i popłynął w pobliże Okinawa Gunto w Japonii. W nocy z 27 na 28 marca 1945 16 Dywizja Krążowników admirała P. S. Lowa przeprowadziła bombardowanie lotniska w Minami Daito. Następnie „Guam” do 11 maja wspierał operacje lotniskowców w rejonie Nansei Shoto.
Po naprawach i uzupełnieniu zapasów na Ulithi jednostka popłynęła na wody otaczające ze wschodu Okinawę jako część 3 Floty admirała Williama F. Halseya i jej zespołu TG 38.4. Kontynuował wspieranie lotniskowców atakujących myśliwcami lotniska na Kiusiu. 9 czerwca „Guam”, „Alaska” i 5 niszczycieli przeprowadziło 90 minutowe bombardowanie Okino Daito. Później popłynął w kierunku zatoki Leyte, docierając do zatoki San Pedro 13 czerwca. Zakończył w ten sposób okres 3 miesięcznych operacji wspierających walki o Okinawę.
Nowym przydziałem krążownika był Cruiser Task Force 95 składający się z „Guam”, „Alaski”, 4 lekkich krążowników i 9 niszczycieli. Zespół ten popłynął na wody Morza Wschodniochińskiego i Żółtego, gdzie działał na liniach komunikacyjnych wroga od 16 lipca do 7 sierpnia. Bezpośrednie rezultaty były niewielkie, ale fakt, że nawodna grupa okrętów amerykańskich mogła bez kontrdziałania operować na wodach wewnętrznych Japonii pokazuje dominację USA. „Guam” wraz z okrętami towarzyszącymi wrócił na Okinawę 7 sierpnia.
Kilka dni później „Guam” został okrętem flagowym North China Force kontradmirała Lowa. Odbył rejs, w trakcie którego, przeparadował po Morzu Żółtym przed głównymi portami w Qingdao, Port Arthur i Dairen. Do Jinsen w Korei wpłynął 8 września 1945 by wspierać siły okupacyjne. 14 listopada opuścił port i do San Francisco dopłynął 3 grudnia przywożąc oddział żołnierzy Armii USA. 5 grudnia 1945 opuścił port w San Francisco i dotarł do Bayonne w stanie New Jersey 17 grudnia. Pozostał tam i został wycofany ze służby 17 lutego 1947. Został zakotwiczony wraz z Grupą Nowojorską Floty Rezerwowej Atlantyku i stał w niej do 1 czerwca 1960, kiedy jego nazwa została skreślona z rejestru okrętów. Został sprzedany na złom 24 maja 1961 firmie Boston Metals Co. z Baltimore.
USS „Guam” otrzymał 2 odznaczenia battle star za służbę w czasie II wojny światowej.

## Dane techniczne
- Pancerz
  - boczny - 127–229 mm
  - pokładowy - 97–102 mm
  - barbety - 279–330 mm
  - wieże - 127–325 mm